# Not Accepted Anywhere
Albums de The Automatic
This Is a Fix
(2008)
Singles
1. Recover
Sortie : 21 novembre 2005
2. Raoul
Sortie : 27 mars 2006
3. Monster (The Automatic)
Sortie : 5 juin 2006

Not Accepted Anywhere est le premier album du groupe britannique de rock indépendant The Automatic, publié le 19 juin 2006 au Royaume-Uni et le 22 juin 2006 aux États-Unis par B-Unique Records, Polydor et Columbia Records.

## Liste des chansons
Toute la musique est composée par The Automatic.
| No  | Titre                                   | Durée |
| --- | --------------------------------------- | ----- |
| 1.  | That's What She Said                    | 3:15  |
| 2.  | Raoul                                   | 3:53  |
| 3.  | You Shout You Shout You Shout You Shout | 3:06  |
| 4.  | Recover                                 | 2:52  |
| 5.  | Monster                                 | 3:41  |
| 6.  | Lost at Home                            | 3:26  |
| 7.  | Keep Your Eyes Peeled                   | 3:01  |
| 8.  | Seriously... I Hate You Guys            | 3:27  |
| 9.  | On the Campaign Trail                   | 3:01  |
| 10. | Team Drama                              | 3:13  |
| 11. | By My Side                              | 3:46  |
| 12. | Rats                                    | 3:39  |